# Luis Aguilé
Luis María Aguilera Picca (Buenos Aires, 1936 - Madrid, 2009), més conegut com a Luis Aguilé, fou un cantant argentí molt popular a l'Estat espanyol durant els anys seixanta i setanta del segle xx.
El 1968 inclou el tema en català "Com el vent" (Andreu/Borrell) al seu LP Cuando salí de Cuba. A més de publicar un disc senzill en català durant els seixanta, l'any 1976 enregistrà tot un àlbum en aquesta llengua (A Catalunya…), amb temes com "Pel teu amor (Rosó)".
Morí el 10 d'octubre de 2009 a Madrid (Espanya) a l'edat de 73 anys, per un càncer.